# 墨胡子
墨胡子（ぼくこし、生没年不詳）は、新羅訥祇王代に高句麗から新羅の一善郡（慶尚北道善山付近）に行き、新羅に仏教を伝えた僧。インドの出身とみられる。

## 人物
墨胡子は、訥祇王代に高句麗より新羅の一善郡に行った。一善郡の毛礼は自宅に窟室をつくって墨胡子に提供した。そのころ、梁使が高句麗に来て「衣著の香物」を齎したが、誰も用途を知らなかった。墨胡子は用途を知っており、香を焚いたところ、王女の難病が平癒し、喜んだ王が礼を言おうとしたが、墨胡子はいずこともなく姿を消した。

## 考証
374年に中国東晋から高句麗へ渡来し、高句麗に仏教を伝えた東晋の僧阿道と墨胡子とを同一人物とする伝えがある。一方、墨胡子は固有名詞（人名）ではなく、容貌に起因した名であり、「顔が黒い外来人」の意味であるため、墨胡子は「顔が黒い外来人」の僧を指しているのであり、また、阿道も固有名詞（人名）ではなく、「髪の毛のない頭」の意味であるため、阿道は「髪の毛のない頭」の僧を指していると推定できるため、墨胡子と阿道を同一人物の名前とみることはできないという指摘もある。